# San Lesmes
A San Lesmes era uma das caravelas da expedição de García Jofre de Loaísa que se perdeu no Oceano Pacífico, em 1526. No século XX foram encontrados indícios dos seus restos em Amanu, uma das ilhas Tuamotu. Algumas especulações indicam que a tripulação sobreviveu e que se dirigiram para Austrália, ou que permaneceram nas ilhas vizinhas de Amanu deixando rastros culturais que chegariam até à Nova Zelândia.